# متلازمة الأذن الموسيقية
متلازمة الاذن الموسيقية (بالإنجليزية: Musical ear Syndrome)‏هي وصف لحاله بعض ممن يفقدون حاسة السمع وذلك بسماع هلاوس سمعية تتمثل بأصوات وموسيقى بصفه خاصة ليس لها مصدر حقيقي. وهي مرض نادر جدا يصيب شخصا من كل 10000 شخص فوق سن ال65 عاما في المملكة المتحدة فقط. وفي الغالب يشعر المريض بطنين مستمر في الأذن.يصيب هذا المرض النساء أكثر من الرجال بشكل خاص[بحاجة لمصدر]

## التاريخ

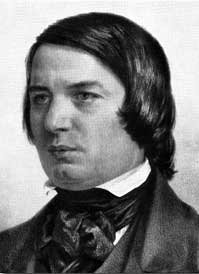
روبرت شومان، التي يعتقد أنه كان مصابًا بمتلازمة الأذن الموسيقية

تسجيل حالات متلازمة الأذن الموسيقية بشكل واسع قد انتشر مؤخرًا، لكن التاريخ يحدثنا عن عدة أشخاص لديهم أعراض متلازمة الأذن الموسيقية، فمثلًا، مؤلف الموسيقى الألماني روبرت شومان. كان يُعتقَد أنه مصاب بالمرض، وأن السمفونيات، التي في رأسه هي التي صارت مصدر إلهام لموسيقاه. ولكن في وقت لاحق في حياته، هذه الظاهرة قد تقلصت إلى مجرد نوتة وحيدة لعبت دون توقف داخل رأسه. تفسير بديل هو أن أعراضه كان سببها مرض الزهري أو التسمم بالزئبق المستخدم لعلاجه. الملحن الروسي ديمتري شوستاكوفيتش أيضًا عانى من الهلوسة الموسيقية بعد إزالة بعض الشظايا من جمجمته.

## العلاج
ومع أنه لا يوجد حاليا علاج لهذا المرض، تحدث نيك وارنر(طبيب نفسي) عن عدة طرق لمساعدة الناس على التعايش معه.
وقال: «وجد البعض أن الاستماع لموسيقى أخرى قد يساعد على السيطرة على الهلوسة الموسيقية.»
وأضاف: «أعتقد أن الحديث حول هذا الأمر مع آخرين قد يساعد في التغلب عليها، بالإضافة إلى عدم التركيز مع هذه الأصوات.»

## وصلات خارجية
- "الأذن الموسيقية، حالة مرضية نادرة". مؤرشف من الأصل في 2016-10-09. اطلع عليه بتاريخ 2016-09-01.